# Hemigrammus analis
Hemigrammus analis är en fiskart som beskrevs av Durbin, 1909. Hemigrammus analis ingår i släktet Hemigrammus och familjen Characidae. Inga underarter finns listade i Catalogue of Life.